# Om en rijk man här siungom wij
Om en rijk man här siungom wij (tyska: Es war einmal ein reicher Mann) är en tysk psalm skriven av Nikolaus Herman som byggder på Lukasevangeliet 16. Psalmen översattes till svenska av Laurentius Petri Nericius.
Psalmens introduktion lydde 1536: Een parabola aff. Luce. xvj.
Psalmen inleddes 1695 med orden:
Om en rijk man här siungom wij
Then härlig kläder hade

## Publicerad i
- Swenske Songer eller wisor 1536 med titeln Om en rijk man her siunge wij under rubriken "Een parabola aff Luce. xvi".[2]
- 1572 års psalmbok med titeln OM en rijk man här sjunge wij under rubriken "Någhra Evangeliska Paraboler".[3]
- Göteborgspsalmboken 1650 under rubriken "Om Himmlerijket och Helwetit".[4]
- Den svenska psalmboken 1694 som nummer 236 under rubriken "Psalmer öfwer Några Söndags Evangelier".[5]
- Den svenska psalmboken 1695, som nummer 204 under rubriken "Psalmer Öfwer några Söndags Evangelier".